# Eric Coleman (baloncestista)
Eric Coleman, (nacido el 8 de agosto de 1985 en Owensboro, Kentucky) es un jugador de baloncesto profesional estadounidense que ocupa la posición de pívot y actualmente juega en las filas del Sport Lisboa e Benfica de la Liga Portuguesa de Basquetebol.

## Trayectoria
Coleman es un jugador formado en la Universidad de Iowa (NCAA) con los que jugaría durante cuatro temporadas con los Northern Iowa Panthers en la NCAA. Tras no ser drafteado en 2008, debutaría como profesional en el SKS Polpharma de la liga polaca en la que promedió casi trece puntos y siete rebotes por partido. 
Llegó a España en 2009 para jugar en la Adecco Oro de la mano de Leche Río Breogán. En las filas del conjunto gallego formó pareja en la pintura del equipo de Rubén Domínguez junto a Jeff Adrien en el que promediaría 13,5 puntos, 7,7 rebotes, 1,1 asistencias y 1,3 robos de balón por encuentro.
En 2010 Eric Coleman emprende viaje rumbo a Ucrania, concretamente en las filas del BC Hoverla, equipo que en 2009 fue octavo clasificado con un balance de 13 victorias y 13 derrotas.
En la temporada 2012-13 jugaría en las filas del MHP RIESEN Ludwigsburg de la Basketball Bundesliga.
En la temporada 2015-16 se marcha a Francia para jugar en las filas del Denain ASC Voltaire de la PRO B francesa.
Durante las temporadas 2017-18 y 2018-19 jugaría en las filas del União Desportiva Oliveirense de la Liga Portuguesa de Basquetebol
En 2019 firma por el Sport Lisboa e Benfica de la Liga Portuguesa de Basquetebol para jugar las temporadas 2019-20 y la 2020-21, tras su renovación al término de la primera temporada.